# Sogabe Takumi
Takumi Sogabe (sinh ngày 9 tháng 7 năm 1983) là một cầu thủ bóng đá người Nhật Bản.

## Sự nghiệp câu lạc bộ
Takumi Sogabe đã từng chơi cho FC Gifu.